# كمامردخ (مقاطعة فومن)
كمامردخ (بالفارسية: کمامردخ) هي قرية تقع في غيلان في إيران. يقدر عدد سكانها بـ 1,018 نسمة .